# Ilya Salmanzadeh
Ilya Salmanzadeh, noto spesso solo come Ilya (Iran, 19 settembre 1986), è un paroliere, compositore e produttore discografico svedese di origine iraniana.

## Biografia
Nel 2010 ha coscritto e coprodotto il brano Miss Me di Mohombi. Nel 2011 è autore e produttore di molti brani dell'album Alive di Linda Pritchard. Inoltre scrive e/o produce brani per Eric Saade (in Saade Vol. 2) e The Lonely Island (nell'album Turtleneck & Chain).
Nel periodo 2012-2013 collabora tra gli altri, in diversi ruoli, con Fifth Harmony (Me & My Girls), Cher Lloyd (I Wish), David Lindgren (Get Started), Anton Ewald e Amanda Fondell.
Nel 2014 coscrive e/o coproduce molte hit internazionali, tra cui Problem e One Last Time di Ariana Grande, First Love di Jennifer Lopez e Bang Bang di Jessie J (featuring Ariana Grande e Nicki Minaj). Inoltre, collabora per Comeback di Ella Eyre e alcuni brani dell'album Universe di Mohombi.
L'anno seguente, ossia il 2015, continua ad essere al lavoro con molti tra gli artisti principali della scena mainstream globale: Ariana Grande (Focus), Taylor Swift (Bad Blood), Ellie Goulding (Love Me like You Do, On My Mind, Codes), Demi Lovato (Confident), Adam Lambert (Things I Didn't Say), Tori Kelly (City Dove), Prince Royce (Back It Up), Sage the Gemini (Good Thing), Natalie La Rose (Around the World), Hilary Duff (One in a Million) e altri.
Nel 2016 è quasi interamente produttore del terzo disco di Ariana Grande, Dangerous Woman, co-scrivendo e producendo i singoli di grande successo internazionale  Into You e Side to Side.
Nel 2018 continua a lavorare con Ariana Grande, co-scrivendo insieme all'interprete moltissime delle canzoni del suo quarto album in studio, Sweetener, tra cui le hit God is a woman e Breathin. Prosegue nel 2019 producendo maggior parte delle tracce del quinto album della Grande, Thank U, Next, oltre a collaborare con la stessa aiutando nella composizione di alcuni testi delle canzoni contenute nel disco, tra cui il singolo Break Up with Your Girlfriend, I'm Bored. Ritorna a lavorare con Grande nel 2024 in occasione del suo settimo album in studio Eternal Sunshine, co-producendo gran parte delle tracce assieme alla stessa interprete e a Max Martin, tra cui i singoli Yes, And? e We Can't Be Friends (Wait for Your Love).